# 彭店乡 (息县)
彭店乡，是中华人民共和国河南省信阳市息县下辖的一个乡镇级行政单位。

## 行政区划
彭店乡下辖以下地区：
彭店村、陈瓦房村、大谢楼村、大张庄村、大郑庄村、丁王庄村、范庄村、方围孜村、金王楼村、柳围孜村、七里湾村、史楼村、王庄村和尹庄村。